# Scheana Shay

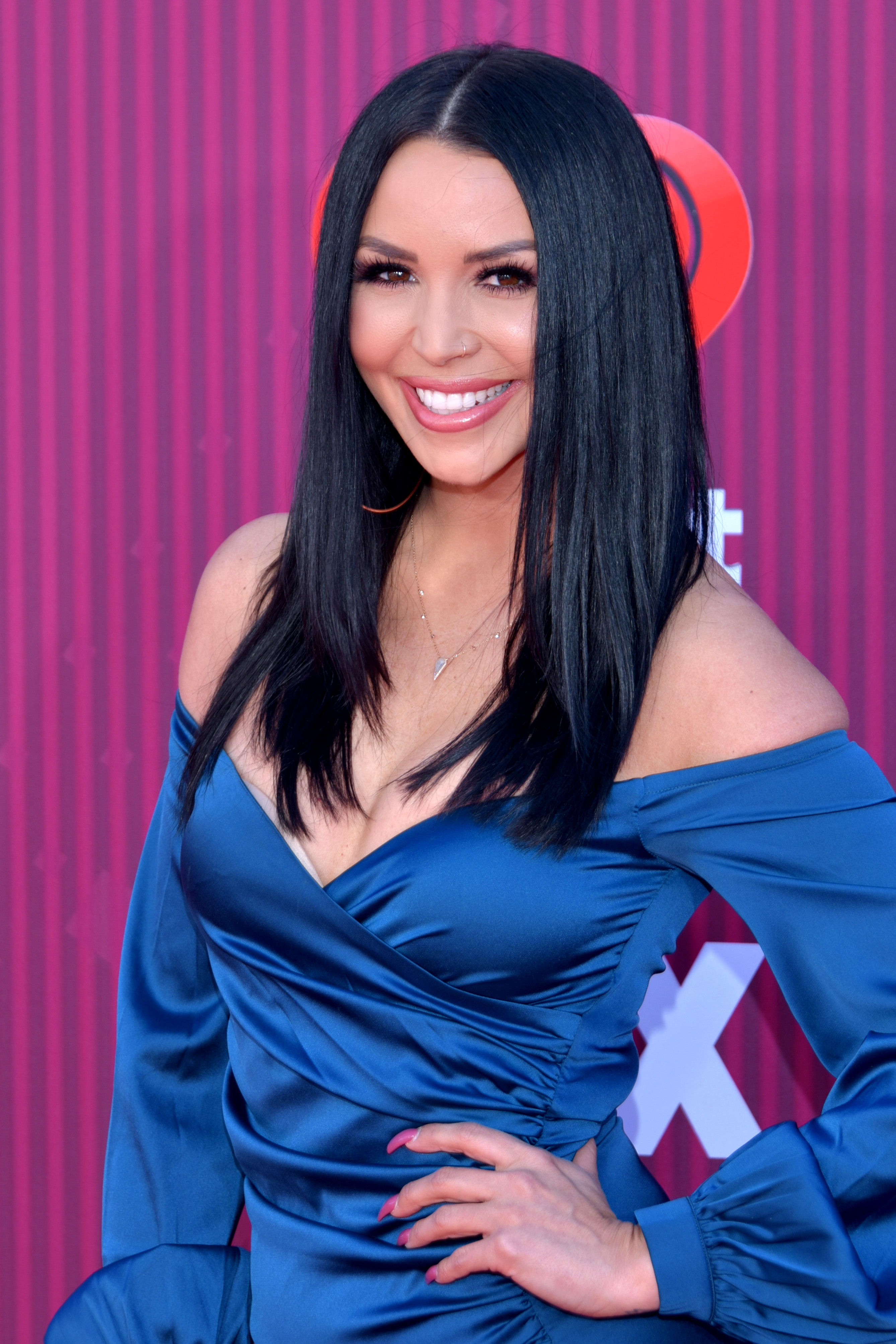
Scheana Shay, 2019

Scheana Marie Shay, född 7 maj 1985 i West Covina, är en amerikansk TV-personlighet och skådespelerska. Hon har haft roller i TV-serier som Greek, Jonas, Victorious och 90210. Sedan 2013 medverkar Shay i serien Vanderpump Rules.